# Francesco Rampini
Francesco Rampini war ein italienischer Motorradrennfahrer, der in den frühen 1920er-Jahren an Langstrecken- und Straßenrennen der Hubraumklasse bis 350 cm³ teilnahm, unter anderem mit Motorrädern der Marke Garelli. 1921 gewann er auf einer 350-cm³-Garelli die III. Raid Nord–Sud, die auf öffentlichen Straßen von Mailand nach Neapel führte. Für die etwa 880 km, die an einem Stück absolviert wurden, benötigte er etwas mehr als 23 Stunden.

## Rennsportkarriere
Rampini erzielte im Jahr 1921 mehrere nennenswerte Erfolge:
- 29. Mai 1921 – Platz 2 beim ersten Circuito del Lario über 220 km in der 350-cm³‑Klasse.
- 17./18. September 1921 – Teilnahme an der Raid Nord–Sud (Mailand-Neapel), wobei er in seiner Klasse die Siegertrophäe „Targa Castagna“ gewann.
- 2. Oktober 1921 – Zweiter Platz beim Rennen Umbro–Toskano über 475 km in der 350-cm³‑Klasse.